# Río Guayabero
El río Guayabero es un curso de agua en Colombia, que se une con el río Ariari para formar el río Guaviare, que hace parte de la cuenca hidrográfica del Orinoco.
Nace en la vertiente oriental de la Cordillera Oriental de los Andes, en el parque nacional natural Cordillera de los Picachos y luego fluye hacia el sureste para sortear la Serranía de la Macarena y luego hacia el este antes de unirse al Ariari.